# Calanthemis mocquerysi
Calanthemis mocquerysi là một loài bọ cánh cứng trong họ Cerambycidae.